# Повстання в Україні (1905)
Грудневе збройне повстання в Україні 1905 — найбільший виступ робітників підросійської України під час всеросійської революції 1905—1907. Повстанню передував жовтневий всеросійський політичний страйк 1905. Під тиском суспільно-політичної ситуації, що склалася, імператор Микола II змушений був видати маніфест 30 (17) жовтня 1905 р., яким громадянам країни надавалися певні політичні свободи, але згодом у великих промислових центрах — Санкт-Петербурзі, Москві, Києві, Харкові, Катеринославі (нині м. Дніпро) та ін. почалися арешти керівників робітничих організацій. У відповідь 20(07) грудня 1905 повстали робітники Москви, 25(12) грудня почалося Харківське збройне повстання 1905 року, 26(13) грудня повсталі робітники утворили на ст. Люботин (нині на території Харківської обл.) Миколаївської залізниці Люботинську республіку, 27(14) грудня почалося збройне повстання в Олександрівську (нині м. Запоріжжя), а 29(16) грудня спалахнуло найбільше в Україні Горлівське збройне повстання 1905. Збройні виступи робітників України були жорстоко придушені царськими військами, багато учасників засуджено до страти та каторжних робіт у Сибіру.